# Centrolene sanchezi
Centrolene sanchezi е вид жаба от семейство Centrolenidae.

## Разпространение
Видът е разпространен в Колумбия.